# Италијански рат (1499—1504)
Италијански рат (1499—1504), познат и као Рат за Напуљ је други Италијански рат вођен између Француске, Папске државе и Млетачке републике са једне и Миланског војводства и Напуљске краљевине и Шпанске империје са друге стране.

## Увод
Италијански ратови су вођени крајем 15. и у првој половини 16. века за доминацију у Италији. Крајем 15. века, када у Западној Европи настају централистичке државе са националним основама, Италија је била распарчана на низ малих, војнички слабих и међусобно завађених држава. Француска, Шпанија и Немачка предузимају низ похода ради освајања тих држава, што је уједино била и њихова међусобна борба за доминацију и превласт у овом делу Европе.
Године 1498. француски краљ Карло VIII умире, а како је био без потомства, наследио га је рођак Луј XII који је Карловом програму анжујског наследства, Напуљској краљевини додао и Миланско војводство. Луј је 1499. године склопио са Млетачком републиком споразум на реци Лоари којим јој је обећао Кремону. Имао је и подршку папе Александра VI.

## Рат
Луј 1499. године шаље војску у Ломбардију којом је заповедао краљ Ђакомо Тривулзио из Милана, противник Лудвига Сфорце који је у то време био владар Милана. Сфорца, нападнут од Млечана, морао се склонити код аустријског цара Максимилијана. Након тога је француски краљ свечано ушао у Милано, а власт је учврстио победом над војском Сфорце у бици код Новаре 1500. године. Луј је Венецији дао Кремону, а Лудвиг је заробљен и одведен у Француску где је и умро 1508. године.
Да би спречио интервенцију европских сила, пре свега Фердинанда Католичког и Максимилијана Хабзбуршког, француски краљ је склопио споразум у Гранади 1500. године према коме је Француској требало да припадну Кампања и Абруцо, а Шпанији Калабрија и Апулија. Убрзо је дошло до сукоба Француске и Шпаније око поделе плена. У три битке које су уследиле (код Семинаре, Черињоле и Гариглијана) Шпанија односи победу и споразумом у Лиону из 1504. године добија Напуљско краљевство, а Француска Миланско Војводство.